# Rhodacanthis
Rhodacanthis là một chi chim trong họ Fringillidae.